# トビアス・アッセル
トビアス・ミカエル・カレル・アッセル（Tobias Michael Carel Asser, 1838年4月28日 - 1913年7月29日）は、オランダの法律家。アムステルダム生まれ。ハーグで没。
1899年の第1回ハーグ平和会議において提唱された国際常設仲裁裁判所の創設に対して果たした功績により、1911年にアルフレート・フリートと共にノーベル平和賞を受賞した。また、ハーグ国際私法会議及びハーグ国際法アカデミーの創設提唱者でもある。